# La Camargo
La Camargo (también solo como Camargo) es un ballet en tres actos y nueve escenas, con coreografía de Marius Petipa y música de Ludwig Minkus. El libreto de Jules-Henri Vernoy de Saint-Georges y Marius Petipa se basa en un incidente en la vida de la bailarina del siglo XVIII Marie Camargo.
Esta obra, a diferencia de muchos de los ballet de Petipa, se trataba de un ballet histórico, ya que contaba la historia de un evento real. También fue un homenaje a dos de las figuras más gigantescas del ballet: Gaetano Vestris y Marie Camargo, quienes desempeñaron un papel importante en la historia de la forma de arte en el siglo XVIII.
El ballet fue presentado por primera vez por el Ballet Imperial el 19 de diciembre de 1872 en el Teatro Bolshoi Kamenny en San Petersburgo, Rusia. Los bailarines principales fueron Adèle Grantzow (como Marie Camargo), Alexandra Virginia (como Madeleine Camargo), Lev Ivanov (como Vestris, el Maître de Ballet) y Timofei Stukolkin (como el Conde de Melun).

## Reposiciones
La Camargo fue repuesto por el segundo maestro de ballet de Petipa, Lev Ivanov, para el Ballet Imperial, especialmente para la actuación benéfica de despedida en honor a la prima ballerina assoluta Pierina Legnani del Ballet Imperial, quien se fue a su Italia natal poco después. Se presentó por primera vez en el Teatro Mariinski del 17 al 30 de enero de 1901, en San Petersburgo, Rusia, con Legnani (como Marie Camargo), Olga Preobrazhénskaya (como Madeleine Camargo), Pável Gerdt (como Vestris, el Maître de Ballet) y Georgii Kiaksht (como el conde de Melun).